# Indotrephes
Indotrephes is een geslacht van wantsen uit de familie van de Helotrephidae. Het geslacht werd voor het eerst wetenschappelijk beschreven door Zettel in 1997.

## Soorten
Het genus bevat de volgende soorten:

- Indotrephes bufula Zettel, 1997
- Indotrephes latus Papáček & Zettel, 2001